# Districte de Ramgarh (Bengala)
El districte de Ramgarh fou una antiga divisió administrativa de Bengala a la que després fou l'agència de la Frontera del Sud-oest i més tard la divisió de Chhota Nagpur. El districte anava al nord-oest fins a Sherghati al districte de Gaya, a l'est incloïa la pargana de Chakai del districte de Monghyr i el zamindari raj de Pachet, i al sud i sud-oest abraçava el posterior districte de Palamau; Ranchi, que tenia el seu propi sobirà, en depenia a efectes administratius. El districte fou suprimit després de la revolta nacional dels kols el 1831-1832 i repartit una part entre els districtes de Gaya, Monghyr, Manbhum i Lohardaga (després Ranchi), formant la resta el districte d'Hazaribagh.